# Live News あきた

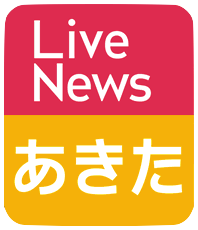
初代ロゴ（2019年4月1日 - 2020年9月25日）

『Live News あきた』（ライブニュースあきた）は、秋田テレビで2019年4月1日より放送されている夕方の秋田県向けローカルワイドニュース番組。

## 番組概要
キー局・フジテレビが『Live News it!』をスタートさせることに伴い、前身番組『プライムニュースあきた』を改題。タイトル・フォーマットのみの変更で出演者は続投した。初代キャスターの杉・加藤は前身番組から引き継がれスタートした。18:50からの東京発の任意ネット枠は月曜日以外に放送（月曜日は県の広報番組「あきたびじょんNEXT」放送のため）。
2020年9月28日よりキー局の『Live News イット!』へのリニューアルに合わせ本番組もリニューアルし、放送時間も繰り上げ・拡大され17:48 - 19:00（県内ニュースは18:09 - 18:45.30）となったほか、18:45からの「まるっと」枠は全曜日に拡大された。

### タイトルロゴ
- 初代（2019年4月1日 - 2020年9月25日）

カラーリング：Live Newsあきた
上段に『Live News』、下段に『あきた』と表記。『Live News it!』の『it!』の部分を『あきた』に変更したものとなっている。
- 2代目（2020年9月28日 - ）

カラーリング：Live News あきた !
左側に『Live』、中央上段に『News』、中央下段に『あきた』、右側に『!』と表記。『!』は『Live News イット!（news イット!）』の番組ロゴから流用。

## 放送時間

### 平日版
- 17:53 - 19:00（2019年4月1日 - 2020年9月25日）

県内ニュースは18:14 - 18:50に放送。
16:50 - 17:53は『Live News it!』のタイトルで全編東京から放送。
- 17:48 - 19:00（2020年9月28日 - ）

県内ニュースは18:09 - 18:45.30に放送。
15:45 - 17:48は『Live News イット!』のタイトルで全編東京から放送。

### 週末版
- 17:30 - 17:55

県内ニュースは17:48頃から放送。

## 番組の内容

### 出演者

#### 平日版
| 期間      | 期間       | メインキャスター | メインキャスター | メインキャスター | メインキャスター | スポーツ・中継 | フィールドキャスター       | 天気                |
| 期間      | 期間       | 男性             | 男性             | 女性             | 女性             | スポーツ・中継 | フィールドキャスター       | 天気                |
| 期間      | 期間       | 月 - 水          | 木・金           | 月 - 水          | 木・金           | スポーツ・中継 | フィールドキャスター       | 天気                |
| --------- | ---------- | ---------------- | ---------------- | ---------------- | ---------------- | -------------- | -------------------------- | ------------------- |
| 2019.4.1  | 2019.12.27 | 杉卓弥           | 杉卓弥           | 加藤未来         | 加藤未来         | 竹島知郁       | 佐藤春佳                   | 津田紗矢佳          |
| 2020.1.6  | 2020.3.27  | 杉卓弥           | 杉卓弥           | 加藤未来         | 加藤未来         | 竹島知郁       | 佐藤春佳 菅原咲子          | 津田紗矢佳          |
| 2020.3.30 | 2020.9.25  | 高橋朋弘         | 高橋圭太         | 八代星子         | 八代星子         | 竹島知郁       | 佐藤春佳 菅原咲子 佐藤愛純 | 髙橋亜弓            |
| 2020.9.28 | 2021.3.26  | 高橋朋弘         | 高橋圭太         | 八代星子         | 八代星子         | 竹島知郁       | 佐藤春佳 菅原咲子          | 髙橋亜弓 佐藤愛純   |
| 2021.3.29 | 2022.3.31  | 武田哲哉         | 武田哲哉         | 八代星子         | 八代星子         | 竹島知郁       | 菅原咲子 佐藤愛純          | 髙橋亜弓 佐藤奈都美 |
| 2022.4.1  | 2023.3.31  | 武田哲哉         | 武田哲哉         | 八代星子         | 八代星子         | 竹島知郁       | 菅原咲子 佐藤愛純          | 佐藤奈都美 浅香望   |
| 2023.4.3  | 2023.9.29  | 武田哲哉         | 武田哲哉         | 佐藤愛純         | 佐藤愛純         | （不在）       | 菅原咲子 飛世直樹          | 佐藤奈都美 浅香望   |
| 2023.10.2 | 2024.3.29  | 竹島知郁         | 武田哲哉         | 佐藤愛純         | 菅原咲子         | （不在）       | 飛世直樹                   | 浅香望              |
| 2024.4.1  | 2024.9.27  | 竹島知郁         | 武田哲哉         | 佐藤愛純         | 菅原咲子         | 飛世直樹       | 坂本桜                     | 石塚絵里子          |
| 2024.9.30 | 2025.3.28  | 飛世直樹         | 飛世直樹         | 佐藤愛純         | 菅原咲子         | （不在）       | 竹島知郁 坂本桜            | 石塚絵里子          |
| 2025.3.31 | 現在       | 飛世直樹         | 飛世直樹         | 菅原咲子         | 菅原咲子         | （不在）       | 竹島知郁                   | 石塚絵里子          |

#### 週末版
- シフト勤務

## AKT歴代の夕方ニュース
- 1969年10月1日開局 - 1976年3月31日『AKTニュース』
- 1976年4月1日 - 1978年3月31日『ニュース6:15あきた』
- 1978年4月3日 - 1989年3月31日『テレポートあきた』
- 1989年4月3日 - 1997年3月28日『スーパータイムあきた』
- 1997年3月31日 - 1998年3月29日『ザ・ヒューマンあきた』
- 1998年3月30日 - 2015年3月29日『AKTスーパーニュース』
- 2015年3月30日 - 2018年4月1日『AKT みんなのニュース』
- 2018年4月2日 - 2019年3月31日『プライムニュースあきた』
- 2019年4月1日 - 『Live News あきた』